# Farlowella acus
Farlowella acus — вид риб з роду Farlowella родини Лорікарієві ряду сомоподібні. Інші назви «звичайна фарловелла», «носата фарловелла».

## Опис
Загальна довжина сягає 16 см. Голова стиснута з боків. Морда закінчується довгим, сплощеним зверху, тонким, трохи зігнутим догори виростом з тупим кінцем. У самців в період розмноження на ньому з'являються щетинки. Очі невеличкі. Рот маленький. Тулуб витягнутий, у поперечному розрізі майже круглий. Самці стрункіше, самиці — гладкіше. Верхня та нижня частина вкриті кістковими пластинками, які перекриваються наче плитка. Хвостове стебло дуже довге, тонке, сплощене у верхній та нижній частині. Спинний і анальний плавці розташовані навпроти одного. Грудні плавці невеликі, трохи широкі. Черевні плавці крихітні. Хвостовий плавець нагадує роздвоєний батіг. Верхні і нижні промені хвостового плавця ниткоподібно витягнуті.
Забарвлення мінливе: від коричнево-зеленого до жовтувато-коричневого. Тулуб вкрито темними цятками, колір черева коливається від білого до жовтуватого. Від морди до хвостового плавця з боків проходять нечіткі темні, іноді переривчасті, поздовжні смуги. Вони зникають і з'являються в залежності від стану й настрою риби. Плавці прозорі, промені з чорнуватими рисками. Самиці блідіші за самців.

## Спосіб життя
Воліє до чистої, прозорої води, багатої на кисень. Зустрічається у річках з сильною течією та піщаним ґрунтом. Тримається нижніх шарів води. Часто «висить» на листі або корчах. Вдень ховається серед рослин або в укриттях, між якими вони наче «переповзають» за допомогою грудних плавців. Водночас іноді вистрибує з води. Активний у присмерку та вночі. Живиться дрібними водними організмами, водоростями.
Статева зрілість настає у 1,5 роки. Нерест відбувається у листопаді та березні. Самиця відкладає 60-80 ікринок. Самець піклується про кладку і мальків.
Тривалість життя становить 6 років.

## Розповсюдження
Мешкає у річці Торіто та озері Валенсія.